# Terra Force
 (mai 2018).
Si vous disposez d'ouvrages ou d'articles de référence ou si vous connaissez des sites web de qualité traitant du thème abordé ici, merci de compléter l'article en donnant les références utiles à sa vérifiabilité et en les liant à la section « Notes et références ».
Terra Force est un shoot them up à scrolling vertical sorti en 1987, édité et développé par Nihon Bussan.